# قائمة الألعاب الإلكترونية المحظورة
قائمة ألعاب الفيديو المحظورة دولياً، يعود ذلك لأسباب تتعلق بالسياسة والقانون وحماية الحقوق والحد من الإساءة للأديان، فموضوع تقييم ألعاب الفيديو حساس جداً، ففي أغلب دول العالم تراقب اللجنة أهم إصدارات ألعاب الفيديو ويقوم بتقيميها، وقد يكون أقوى ألعاب الصراع والحروب والقضاء على الأشباح غير مناسبة جداً للصغار، لأنها تؤثر على النفس وتسيطر الخوف على اللاعب وغير ذلك.

## أهم الدول التي تحظر ألعاب الفيديو المثيرة

### أستراليا
حظرت الرقابة الأسترالية أحد أهم وأقوى ألعاب الفيديو التي تؤثر على المستخدم للعبة وهي
- 7 Sims
- 50 Cent: Bulletproof
- BMX XXX
- سايلنت هيل هومكومينج
- DayZ

سبب حظر الألعاب لنزولها في الأسواق، والذي يرفض القانون الأسترالي: الرعب الزائد ودعوة للممارسة الجنسية والجرائم بأبشع صور وموت الخصم بطريقة فظيعة.

### إيران
منعت إيران من انتشار لعبة باتلفيلد 3 داخل الأراضي الإيرانية بسبب ظهور القوات الأمريكية الذين غزوا العاصمة الإيرانية طهران.

### اليابان
حظرت الرقابة اليابانية بعض ألعاب الفيديو بسبب تشويه صورة الجيش الياباني العسكري في الحرب العالمية الثانية، ومنها لعبة : كول أوف ديوتي: ورلد أت وور ، بينما أكتفت الشركة اليابانية سبايك بحذف مقطع اللعبة حول وفاة كيم جونغ إيل الزعيم الكوري الشمالي في النسخة اليابانية.

### ألمانيا
حظرت الرقابة في ألمانيا إصدار ألعاب الفيديو في ألمانيا، والتي تعود لحقبة النازية ، كما شددت الرقابة الصارمة على ألعاب الفيديو العنيفة.
وذلك مثل سلسلة ألعاب وولفنشتاين المناهضة للجنود الألمان، وألعاب مورتير وKZ Manager والمغاوير: خلف خطوط العدو .
وأيضا حظرت لعبة Soldier of Fortune: Payback ، وذلك لقتل الخصوم في اللعبة بطريقة أليمة ونزيف الدم بشكل قوي ومؤثر. وحظرت لعبة هارفستر بسبب محتواها العنيف الجنسي

### السعودية
معظم الألعاب البشعة والدعوة إلى تخريب وتدمير الأمكنة إلا أن أغلب الألعاب المحظورة تباع وتنشر في الأسواق، وذلك مثل ألعاب :
إله الحرب 2 وأساسنز كريد وكول أوف ديوتي 4: مودرن وورفير ، إلا أن لعبة الجحيم (دانتي) باتت محظورة في الوقت الحالي، والسبب أن لعبة الجحيم (دانتي) تحتوي أفكار سيئة للعبة وذلك مثل ذهاب بطل اللعبة للآخرة، وانحياز اللعبة للصلبيين دون المسلمين، وتصوير اللعبة أن قتلى المسلمين في الحروب الصلبيبة هم في النار وقتلى الصلبيين في الجنة [بحاجة لمصدر] وأيضا ظاهرة العري وهي ما تعتبره حكومة السعودية اساءة للمسلمين بشكل عام ، بالإضافة إلى حظر لعبة بوكيمون في بداية الأمر ظناً أنها ترمز للصهيونية. و لعبة gta v

### الإمارات العربية المتحدة
حظرت الإمارات لعبة Dante's Inferno المسيئة وماليزيا سارت على خطى الإمارات بحظر تلك اللعبة بعد ذلك ، كما حظرت بعض ألعاب الفيديو التي تحتوي على التعري مثل لعبة داركسايدرز  ، وديد آيسلاند  ، وغيرها.

### كوبا
منعت الحكومة الكوبية ادخال شريط اللعبة Call of Duty : Black Ops (نداء الواجب : المهمة السوداء) بسبب طريقة اللاعب لقتل الزعيم الكوبي فيديل كاسترو بإطلاق النار بمسدس على جبهته .

## مواضيع ذات صلة
- راجع رقابة ألعاب الفيديو بالإنجليزية